# Notburga Karl
Notburga Karl (* 3. Oktober 1973 in Regensburg) ist eine deutsche Künstlerin und Hochschullehrerin. Sie arbeitet in den Bereichen Rauminstallation, Bildhauerei, Videokunst und Performance.

## Leben
Notburga Karl wuchs in Straubing auf und begann ihre Ausbildung an der Akademie der Bildenden Künste München bei Heribert Sturm. An der Kunstakademie Düsseldorf studierte sie Freie Kunst bei David Rabinowitch. 2000 wurde sie Meisterschülerin von Jannis Kounellis. Gefördert durch ein Stipendium des DAAD, arbeitete sie 2003/04 als Assistentin von Joan Jonas in New York, über die sie 2019 an der Otto-Friedrich-Universität Bamberg auch promovierte. 2006 übernahm sie eine Vertretungsprofessur an der Pädagogischen Hochschule Schwäbisch Gmünd. Von bis 2011 bis 2022 war sie Mitarbeiterin im Bereich Didaktik der Kunst an der Otto-Friedrich-Universität Bamberg, danach Professorin für Praxis und Theorie der Bildenden Künste im Studiengang Kunsttherapie an der HfWU Nürtingen-Geislingen. Seit 2023 ist sie Professorin für Kunstpädagogik und Fachdidaktik an der Akademie der Bildenden Künste München.
Karl ist auch als Kuratorin tätig. In Zusammenarbeit mit dem Kunstverein Bamberg kuratierte sie mehrere Ausstellungen, u. a. die Jubiläumsausstellung zum 200-jährigen Bestehen des Kunstvereins.

## Arbeiten (Auswahl)
- 2004 Schöne Aussicht. Schloss Benrath, Düsseldorf
- 2004 German D-light. EFA Gallery, New York
- 2006 Osmosis (im Rahmen des Festivals Body in the Blue). Loop-Lounge im Malkasten, Düsseldorf
- 2006 Revenge of Romance. Galerie Perpetuel, Frankfurt
- 2007 Ihresgleichen (mit Margarete Hentze). Pasinger Fabrik, München
- 2007 Zero (mit Carlos de Abreu). Sigismundkapelle, Regensburg
- 2007 Karl Dietrich (mit Otto Dietrich). Kunstraum b-l-a-s-t, Köln
- 2007/08 Beitrag zu: harmony of clash. Sejul Gallery, Seoul / Zentrum für Kunst und Medientechnologie Karlsruhe
- 2008 Paraphrase. Intervention im Kunstforum Ostdeutsche Galerie, Regensburg
- 2008 Funkelin. Klanginstallation (mit dem vokal-experimentellen Duo Parkdeck: Klaus Wenk, Alois Späth). Museum St. Ulrich (Regensburg)[4]
- 2011 Lichtraum-Mobile. Installation (mit Margret Becker) bei den Stimmwercktagen in der Kirche unserer Lieben Frau (Adlersberg)

## Kuratorische Tätigkeit (Auswahl)
- 2015 sagen und zeigen. Schrift in der Kunst, Villa Dessauer, Bamberg[5]
- 2017 implicit touch, Villa Dessauer, Bamberg[6]
- 2019 Natur als Argument, Villa Dessauer, Bamberg[7]
- 2023 200 Jahre Sehnsucht – 200 Jahre Kunstverein,  Villa Dessauer, Bamberg[8]

## Ehrungen
- 1997 Kunstförderpreis der Stadt Straubing
- 2007 Debütantenförderpreis der GEDOK München; Kulturförderpreis der Stadt Regensburg[11]; Kunstpreis des Kunst- und Gewerbeverein Regensburg[12]
- 2008 1. Preis beim Wettbewerb „Kunst am Bau“ (Kategorie Platzgestaltung); Kunstpreis der REWAG-Kulturstiftung[13]
- 2014 Kunstpreis von Peter Trepnau, Regensburg[14]
- 2022 Kulturpreis der Dr. Franz und Astrid Ritter-Stiftung für Bildende Kunst 2022, Straubing[15]